# Vladímir Ashurkov
Vladímir  Lvóvich Ashurkov (en ruso: Владимир Львович Ашурков, Moscú, 15 de febrero de 1972) es un político ruso. Ha sido director ejecutivo de la Fundación Anticorrupción. 

## Trayectoria
Antiguo trabajador de banca, Ashurkov fue director de Gestión de Cartera del Grupo Alfa entre 2006 y 2012, cuando se le pidió que renunciara al puesto debido a su colaboración con el político opositor Alexéi Navalni. Durante este tiempo, también estuvo en la junta directiva del Grupo X5 Retail.
En 2014, un Comité de Investigación Oficial del Gobierno ruso acusó a Ashurkov de malversación de fondos con motivo de la campaña a la Alcaldía de Moscú de Alexei Navalny, tras lo que solicitó asilo político en Gran Bretaña, alegando que los cargos de que era objeto venían motivados por persecución política del régimen de Vladímir Putin. Tanto Ashurkov como Navalny alegaron que las acusaciones de que eran objeto no tenían fundamento.